# Kiến vương ba sừng
Chalcosoma chiron (thường được gọi là bọ cánh cứng Kavkaz, bọ cánh cứng ba sừng) là một loài bọ cánh cứng trong họ Scarabaeidae. Loài này có thể được tìm thấy từ phía nam Malaysia đến Indonesia (Sumatra, Java), Đông Dương và Thái Lan ở khu vực phía Đông (tỉnh Chanthaburi, Sa Kaeo). Trước đây loài này được gọi là Chalcosoma caucasus, một tên gọi là một từ đồng nghĩa cơ sở và không có giá trị rộng rãi (caucasus là tên tiếng Anh để chỉ vùng Kavkaz).

## Mô tả
Con đực loài này có thể đạt chiều dài 90–130 mm (3,5–5,1 in), trong khi con cái dài 50–60 mm (2,0–2,4 in). Kiến vương ba sừng là loài lớn nhất trong chi Chalcosoma và là một trong những loài bọ cánh cứng lớn nhất châu Á. Loài này có một dị hình giới tính nổi bật. Con đực có những chiếc sừng cong, khổng lồ chuyên biệt trên đầu và ngực để chúng có thể sử dụng để chiến đấu với những con đực khác nhằm giành quyền giao phối với con cái. Con cái nhỏ hơn đáng kể. Cánh của con cái có kết cấu mượt mà, vì chúng được bao phủ bởi những sợi lông nhỏ. Khi con đực tham gia vào các cuộc đánh nhau để dành con cái, tinh thần chiến đấu của chúng mạnh mẽ như loài bọ Dynastes hercules của Nam Mỹ. Do có thể đánh bắt quanh năm nên việc mua những con bọ này khá dễ dàng và giá khá thấp. Kiến vương ba sừng khác với kiếng vương Atlas (C. atlas) ở chỗ chúng có một chiếc răng nhỏ ở sừng dưới.
Ấu trùng của chúng trải qua ba lần lột xác và thường sống dưới lòng đất trong 12–15 tháng; những con đực lớn hơn có quá trình trưởng thành lâu hơn những con cái do chúng cần đủ dinh dưỡng để phát triển sừng. Nhộng của chúng sống từ 1–2 tháng, trong khi con trưởng thành sống từ 3–5 tháng. Con cái sống lâu hơn con đực.

## Phân loài
- C. c. belangeri - Thái Lan, Langkawi, Việt Nam
- C. c. chiron - Java
- C. c. kirbyi - Tây Malaysia
- C. c. janssensi - Sumatra